# Abraham ben Moisés ben Maimón
Abraham ben Moisés ben Maimón (en árabe: موسى بن ميمون)  (en hebreo: אברהם בן רמב"ם) también conocido como Rabeinu Avraham ben ha-Rambam, y Avraham Maimuni (Fustat, Sultanato ayubí, 1186 - 7 de diciembre de 1237) era el hijo del Rambam Maimónides, que sucedió a su padre como nagid (líder) de la comunidad judía egipcia.

## Biografía
Abraham nació en Fustat, durante el gobierno de la dinastía ayubí. El chico era "modesto, altamente refinado e inusualmente bondadoso"; también se destacó por su brillante intelecto e incluso cuando era joven llegó a ser conocido como un gran erudito. Cuando su padre murió en 1204, a la edad de 69 años, Abraham solo tenía 19 años, cuando fue reconocido como el mejor erudito de su comunidad.
Abraham sucedió a su padre el Rambam como nagid (líder de los judíos egipcios), dicho título estuvo en manos de la familia de Maimónides durante cuatro generaciones sucesivas, hasta finales del siglo XIV. Abraham entró a trabajar como médico de la corte a la edad de 18 años.
El rabino Abraham honró enormemente la memoria de su padre, y defendió sus escritos y sus obras contra todos los críticos. Debido a su influencia, gran parte de la comunidad caraita egipcia regresó al redil del judaísmo rabínico. Se sabe que los judíos de Yemen se mantuvieron en contacto con Abraham, mientras ocupaba el cargo de nagid. Los judíos de Yemen le enviaron unas trece preguntas relacionadas con la Halajá, a las cuales él respondió de manera breve y concisa.

## Obras
La obra literaria más conocida de Abraham Maimuni es su libro Miljamot HaShem ("Las guerras del Señor"). (en hebreo: מלחמות השם). En esta obra, Abraham Maimuni responde a las críticas expresadas hacia las doctrinas filosóficas de su padre, relatadas en la Guía de los Perplejos. Inicialmente, Abraham Maimuni había evitado entrar en la controversia sobre los escritos de su padre, pero cuando se enteró de la supuesta quema de los libros de su padre en Montpellier, en 1235, redactó el libro Miljamot HaShem, una obra que estaba dirigida a los rabinos de la región francesa de la Provenza. 
Existe otra de sus obras más importantes, la cual fue escrita inicialmente en judeo-árabe, y se titulaba ("Una guía completa para los siervos de Dios"). (en hebreo: המספיק לעובדי השם) (transliterado: HaMaspik LeOvadi HaShem). A partir de la parte existente, se cree que el tratado de Maimuni fue tres veces más largo que la obra de su padre: "La Guía de los Perplejos". 
En el libro, Maimuni demuestra una gran apreciación y afinidad por el sufismo, (el misticismo islámico). Los seguidores del rabino, continuaron fomentando una forma de pietismo judío-sufí, durante al menos un siglo. Abraham Maimuni, es considerado como el fundador de una escuela pietista.  
Sus otras obras incluyen un comentario sobre la Torá, del cual solo se conservan sus comentarios sobre Génesis y Éxodo. Así como algunos comentarios sobre algunas partes del Mishné Torá de su padre, el Rambam, y los comentarios sobre varios tratados del Talmud. 
Abraham Maimuni, también escribió una obra sobre la Halajá, (la ley judía), combinada con filosofía y ética, (también en árabe, y que estaba organizada siguiendo el orden del Mishné Torá de Maimónides). Así como un libro de preguntas y respuestas, más conocido como Séfer Birkat Abraham. A menudo se cita su "Discurso sobre los dichos de los rabinos", una obra que trata sobre la Agadá (leyendas judías). Abraham Maimuni, es también el autor de varias obras sobre medicina.